# Dysstroma leoninata
Dysstroma leoninata är en fjärilsart som beskrevs av Alpheus Spring Packard 1871. Dysstroma leoninata ingår i släktet Dysstroma och familjen mätare. Inga underarter finns listade i Catalogue of Life.